# NV Zeekanaal en Watergebonden Grondbeheer Vlaanderen
De naamloze vennootschap Zeekanaal en Watergebonden Grondbeheer Vlaanderen was een Vlaamse openbare instelling die van 1994 tot 2004 instond voor het beheer van het zeekanaal Brussel-Schelde, het kanaal Leuven-Dijle en het kanaal naar Charleroi en de gronden gelegen langs de Vlaamse waterwegen. Zij werd opgevolgd door het agentschap Waterwegen en Zeekanaal.

## Geschiedenis
De geschiedenis van de NV Zeekanaal en Watergebonden Grondbeheer Vlaanderen hangt nauw samen met die van het zeekanaal Brussel-Schelde. Dit kanaal ontstond na 1550 onder impuls van de stad Brussel, die een alternatief wilde voor de grillige Zenne, waarover tot dan toe een groot deel van haar handelsverkeer verliep. Het in 1561 geopende kanaal bleef tot in de loop van de 19de eeuw in beheer van de stad. Op 13 juni 1896 werd echter een beheersmaatschappij opgericht: de Société du Canal et des Installations Maritimes de Bruxelles (kortweg de Maritime), later de NV Zeekanaal en Haveninrichtingen van Brussel. Deze maatschappij, met als aandeelhouders de Belgische Staat, de toenmalige provincie Brabant, de tien Brusselse randgemeenten en de stad Brussel, had als belangrijkste opdracht de oude vaarweg om te vormen tot een modern zeekanaal. De eerste voorzitter van de maatschappij was de Belgische staatsman Auguste Vergote.

## Evolutie
Op 1 januari 1987 verliep het mandaat van de NV Zeekanaal en Haveninrichtingen van Brussel. Het werd verlengd voor onbepaalde duur, met de zeven Vlaamse gemeenten langs het kanaal als aandeelhouder. In 1988 werd echter in het kader van de federalisering van België het beheer van de havens en waterwegen geregionaliseerd. Het zeekanaal Brussel-Schelde werd daardoor eigendom van het Vlaams Gewest, dat de nieuwe beheersmaatschappij NV Zeekanaal en Watergebonden Grondbeheer Vlaanderen oprichtte. Vanaf 1 januari 2005 ging deze beheersmaatschappij op zijn beurt op in het agentschap Waterwegen en Zeekanaal NV. De door de vroegere NV Zeekanaal beheerde waterwegen worden thans beheerd door de afdeling Zeekanaal van Waterwegen en Zeekanaal NV. 